# Alessandro D’Ottavio
Alessandro D’Ottavio (* 27. August 1927 in Rom; † 25. Dezember 1988 ebenda) war ein italienischer Boxer. Er nahm an den Olympischen Sommerspielen 1948 in London teil.

## Olympische Spiele
Bei den Olympischen Sommerspielen 1948 in London erreichte er nach einer Niederlage im Halbfinale den dritten Platz. Er besiegte im Kampf um die Bronzemedaille Duggie Du Perez aus Südafrika. Seine Ergebnisse im Detail:
- 1. Runde: Punktesieg über George Issaberg (Iran).
- 2. Runde: Punktesieg über Pierre Hernandez (Frankreich).
- Viertelfinale: Punktesieg über Zygmunt Chychła (Poland).
- Halbfinale: Niederlage nach Punkten gegen Július Torma (Tschechoslowakei).
- Kampf um die Bronzemedaille. Punktesieg über Duggie Du Perez (Südafrika).

## Karriere als Profi
D’Ottavio wurde 1950 Profiboxer. Im Jahr 1957 gewann er den italienischen Titel im Halbschwergewicht. Er gewann den Titel gegen Rocco Mazzola (Italien) und verlor ihn fünf Monate später gegen den gleichen Gegner. Sein Kampfrekord war 29 Siege, 13 Niederlagen und 4 Unentschieden.